# Adrian Basta
Adrian Basta (ur. 1 grudnia 1988 w Nowym Sączu) – polski piłkarz występujący na pozycji obrońcy w Sandecji Nowy Sącz, której jest wychowankiem. W 2006 roku trafił do Kolejarza Stróże, którego po dwóch latach opuścił na rzecz Polonii Bytom. W 2010 roku powrócił do Kolejarza. Przed sezonem 2012/13 został zawodnikiem GKS-u Bełchatów, z którym związał się rocznym kontraktem. W pierwszym sezonie w klubie z Bełchatowa po zajęciu ostatniego miejsca tabeli wraz z klubem został zdegradowany do I ligi. W sezonie 2013/2014 będąc podstawowym zawodnikiem wywalczył z klubem mistrzostwo I ligi. W sezonie 2014/2015 wraz z klubem ponownie zajął ostatnie miejsce w Ekstraklasie. Po spadku GKS Bełchatów rozwiązał kontrakt z piłkarzem wykorzystując przepis pozwalający na rozwiązanie kontraktów w związku ze spadkiem z Ekstraklasy. Przed sezonem 2015/16 podpisał kontrakt z Górnikiem Łęczna. W trzecim meczu w nowym klubie doznał poważnej kontuzji zrywając więzadło krzyżowe.

Podczas zimowego okienka transferowego przeszedł do klubu Hutnik Kraków. Po ołowie sezonu rozwiązał kontrakt z krakowską drużyną.
Ma za sobą dziesięć występów w reprezentacji Polski do lat 21. Jego brat, Dawid, także jest piłkarzem i obecnie gra w barwach Podhala Nowy Targ.

## Statystyki kariery klubowej
(aktualne na dzień 3 listopada 2015)
| Klub               | Sezon              | Liga               | Liga  | Liga   | Puchar Polski | Puchar Polski | Puchar Ekstraklasy | Puchar Ekstraklasy | Inne  | Inne   | Suma  | Suma   |
| Klub               | Sezon              | Liga               | Mecze | Bramki | Mecze         | Bramki        | Mecze              | Bramki             | Mecze | Bramki | Mecze | Bramki |
| ------------------ | ------------------ | ------------------ | ----- | ------ | ------------- | ------------- | ------------------ | ------------------ | ----- | ------ | ----- | ------ |
| Kolejarz Stróże    | 2006/07            | III liga           | 0     | 0      | 0             | 0             | –                  | –                  | 2     | 0      | 2     | 0      |
| Kolejarz Stróże    | 2007/08            | III liga           | 30    | 2      | 0             | 0             | –                  | –                  | –     | –      | 30    | 2      |
| Polonia Bytom      | 2008/09            | Ekstraklasa        | 7     | 0      | 0             | 0             | 5                  | 0                  | –     | –      | 12    | 0      |
| Polonia Bytom      | 2009/10            | Ekstraklasa        | 0     | 0      | 1             | 0             | –                  | –                  | –     | –      | 1     | 0      |
| Kolejarz Stróże    | 2010/11            | I liga             | 20    | 0      | 1             | 0             | –                  | –                  | –     | –      | 21    | 0      |
| Kolejarz Stróże    | 2011/12            | I liga             | 21    | 2      | 1             | 0             | –                  | –                  | –     | –      | 22    | 2      |
| GKS Bełchatów      | 2012/13            | Ekstraklasa        | 12    | 0      | 2             | 0             | –                  | –                  | –     | –      | 14    | 0      |
| GKS Bełchatów      | 2013/14            | I liga             | 33    | 4      | 1             | 0             | –                  | –                  | –     | –      | 34    | 4      |
| GKS Bełchatów      | 2014/15            | Ekstraklasa        | 28    | 2      | 1             | 0             | –                  | –                  | –     | –      | 29    | 2      |
| GKS Bełchatów      | 2015/16            | Ekstraklasa        | 3     | 0      | 0             | 0             | –                  | –                  | –     | –      | 3     | 0      |
| Ogólnie w karierze | Ogólnie w karierze | Ogólnie w karierze | 154   | 10     | 7             | 0             | 5                  | 0                  | 2     | 0      | 168   | 10     |

## Statystyki kariery reprezentacyjnej
| Reprezentacja | Rok     | Występy | Gole |
| ------------- | ------- | ------- | ---- |
| Polska U-21   | 2008    | 4       | 0    |
| Polska U-21   | 2009    | 4       | 0    |
| Polska U-21   | 2010    | 2       | 0    |
| Ogólnie       | Ogólnie | 10      | 0    |

| Mecze i gole w reprezentacji | Mecze i gole w reprezentacji | Mecze i gole w reprezentacji | Mecze i gole w reprezentacji | Mecze i gole w reprezentacji | Mecze i gole w reprezentacji | Mecze i gole w reprezentacji |                  |
| #                            | Data                         | Reprezentacja                | Miejsce                      | Przeciwnik                   | Rezultat                     | Gole                         | Rozgrywki        |
| ---------------------------- | ---------------------------- | ---------------------------- | ---------------------------- | ---------------------------- | ---------------------------- | ---------------------------- | ---------------- |
| 1.                           | 1 czerwca 2008               | U-21                         | Łuków, Polska                | Białoruś U-21                | 2:2                          |                              | Mecz towarzyski  |
| 2.                           | 3 czerwca 2008               | U-21                         | Jyväskylä, Finlandia         | Finlandia U-21               | 0:1                          |                              | Mecz towarzyski  |
| 3.                           | 19 sierpnia 2008             | U-21                         | Kijów, Ukraina               | Irlandia Północna U-21       | 1:0                          |                              | Mecz towarzyski  |
| 4.                           | 20 sierpnia 2008             | U-21                         | Kijów, Ukraina               | Bułgaria U-21                | 3:0                          |                              | Mecz towarzyski  |
| 5.                           | 5 czerwca 2009               | U-21                         | Malmö, Szwecja               | Szwecja U-23                 | 1:2                          |                              | Mecz towarzyski  |
| 6.                           | 9 czerwca 2009               | U-21                         | Pruszków, Polska             | Liechtenstein U-21           | 2:0                          |                              | El. ME U-21 2011 |
| 7.                           | 13 listopada 2009            | U-21                         | Viborg, Dania                | Dania U-21                   | 1:0                          |                              | Mecz towarzyski  |
| 8.                           | 17 listopada 2009            | U-21                         | Chiajna, Rumunia             | Rumunia U-21                 | 1:2                          |                              | Mecz towarzyski  |
| 9.                           | 3 marca 2010                 | U-21                         | Doetinchem, Holandia         | Holandia U-21                | 2:3                          |                              | El. ME U-21 2011 |
| 10.                          | 26 maja 2010                 | U-21                         | Fier, Albania                | Albania U-21                 | 2:2                          |                              | Mecz towarzyski  |